# Jorge Ben
Jorge Duilio Lima Menezes, född 22 mars 1939 i Rio de Janeiro, är en brasiliansk sångare och låtskrivare, som i offentliga sammanhang går under namnen Jorge Ben Jor eller Jorge Ben (portugisiska: [ˈʒɔʁʒi ˈbẽj]). Hans musik har sina rötter i samba, funk, rock och bossa nova med texter som blandar humor och allvar. Hans mest framstående låtar innefattar Chove Chuva, Ive Brussel, Balança Pema och Mas Que Nada. Den sist nämnda röstades fram som den femte bästa brasilianska låten någonsin i tidningen Rolling Stone. Jorge Bens låtar har tolkats av artister som Caetano Veloso, Sérgio Mendes, Miriam Makeba, Marisa Monte, Ella Fitzgerald, Oscar Peterson, Gal Costa och Dizzy Gillespie. 
Han har bland annat kallats för  "samba-rockens fader".
År 1979 hamnade Jorge Ben i en rättstvist med sångaren Rod Stewart. Jorge Ben hade stämt Stewart för att denne skulle ha stulit melodin från Jorge Bens låt Taj Mahal (1976) till sin hitsingel Da Ya Think I'm Sexy? (1979). Det hela gjordes upp utan domstol och Stewart kom därefter att donera singelns inkomster till UNICEF. 
Stewart erkände i sin självbiografi 2012 att han antagligen gjort ett "omedvetet plagiat" av Jorge Bens låt. Han uppger att han hade hört den när han deltog i Rio Carnival i Brasilien, 1978. 
Jorge Ben mottog Latin Grammy Lifetime Achievement Award år 2005.
Jorge Ben är en stor supporter till fotbollslaget Flamengo, från Rio de Janeiro. Hans fotbollsintresse har många gånger kunnat spåras i hans musiktexter. Exempelvis i låtar som Flamengo, Camisa 10 da Gávea, Ponta De Lança Africano (Umbabarauma), Zagueiro, Fio Maravilha, och A Loba Comeu o Canário.

## Diskografi

### Album
- 1963: Samba Esquema Novo
- 1964: Ben é Samba Bom
- 1964: Sacundin Ben Samba
- 1965: Big Ben
- 1967: O Bidú: Silêncio no Brooklin
- 1969: Jorge Ben
- 1970: Fôrça Bruta
- 1971: Negro é Lindo
- 1972: Ben
- 1973: 10 Anos Depois
- 1974: A Tábua de Esmeralda
- 1975: Solta o Pavão
- 1975: à l'Olympia
- 1975: Gil e Jorge (med Gilberto Gil)
- 1976: África Brasil
- 1976: Samba Nova
- 1977: Tropical
- 1978: A Banda Do Zé Pretinho
- 1979: Salve Simpatia
- 1980: Alô, Alô, Como Vai?
- 1981: Bem Vinda Amizade
- 1983: Dadiva
- 1984: Sonsual
- 1986: Ben Brasil
- 1989: Ben Jor
- 1992: Live in Rio
- 1994: 23
- 1995: Homo sapiens
- 1997: Musicas Para Tocar Em Elevador
- 2000: Puro Suingue
- 2002: Acústico MTV
- 2004: Reactivus Amor Est (Turba Philosophorum)
- 2006: Sou da Pesada/A Joven Samba
- 2007: Recuerdos de Assunción 443"
- 2008: Favourites: From Samba Esquema Novo 1963 – África Brasil 1976

### Fotnoter
1. ↑  ”Jorge Ben Jor revela idade real após contradição com certidão de nascimento” (på brasiliansk portugisiska). tvefamosos.uol.com.br. https://tvefamosos.uol.com.br/noticias/redacao/2020/11/29/jorge-ben-jor-revela-idade-real-apos-contradicao-com-certidao-de-nascimento.htm.
2. ↑  [Jorge Ben på Allmusic (engelska) allmusic ((( Jorge Ben > Biography )))]
3. ↑  Azevedo, Zeca (2009). ”As 100 Maiores Músicas Brasileiras – "Mas que Nada"” (på Portuguese). Rolling Stone Brasil. Spring. http://rollingstone.uol.com.br/listas/100-maiores-musicas-brasileiras/mas-que-nada/. Läst 6 januari 2014.
4. ↑   Cover versions of Mas Que Nada, 12 januari 2021, läst 12 januari 2021
5. ↑  Gomes, Tom (18 August 2001), ”AmericaLatina...”, Billboard:  37
6. ↑  ”The Number Ones: Rod Stewart’s “Da Ya Think I’m Sexy?””. Stereogum. 2020-01-20. https://www.stereogum.com/2070302/the-number-ones-rod-stewarts-da-ya-think-im-sexy/franchises/the-number-ones/.
7. ↑  ”The Time Rod Stewart Accidentally Stole A Jorge Ben Song” (på engelska). Vinyl Me Please. 2019-06-25. http://magazine.vinylmeplease.com/magazine/jorge-ben-taj-mahal-rod-stewart/. Arkiverad 15 januari 2021 hämtat från the Wayback Machine.
8. ↑  ”Rod the autobiography, Internet Archive” (på engelska). Internet Archive. https://archive.org/details/rodautobiography0000stew/page/225/mode/2up.
9. ↑  Gallo, Phil (18 October 2005). ”Latin Grammys set fetes”. Variety. https://variety.com/2005/music/markets-festivals/latin-grammys-set-fetes-1117931137/.
10. ↑  ”Jorge Ben Collected”. Football and music. 12 januari 2021. https://www.footballandmusic.co.uk/jorge-ben-collected.